# Taxi di notte
Taxi di notte è un film del 1950 diretto da Carmine Gallone.

## Trama
Nello Spadoni è un cantante che ogni giorno si guadagna da vivere come taxista. Una sera, al termine di una festa in suo onore, prende servizio durante il turno di notte: inizia così un susseguirsi ingarbugliato di vicende e personaggi che portano il protagonista a indagare su una serie di misteri.
La prima cliente a salire sul taxi è una ragazza in lacrime, che presumibilmente si sta recando dal fidanzato. A seguire una studentessa e un giornalista. Quest'ultimi, dopo lungo disputare decidono di dividersi la vettura, ma sul sedile posteriore trovano un bimbo abbandonato.
Nello, supponendo che quest'ultimo sia stato lasciato nella sua vettura dalla ragazza in lacrime, se ne mette alla ricerca. Nel frattempo arriva sera e il bimbo trascorre la notte a casa di Nello. La mattina seguente si scopre che la ragazza, figlia di un ricco industriale, è costretta a sposare un conte insulso, mentre è innamorata di un ragioniere, impiegato di suo padre. Nello, recatosi a casa dell'industriale per chiarire il mistero del bimbo abbandonato, vi trova per caso l'impresario americano che aveva maltrattato la sera precedente.
Alla fine si scopre che il bimbo non appartiene a Luisa, la figlia dell'industriale, ma grazie all'intervento di Nello viene adottato proprio dalla studentessa e dal giornalista che nel frattempo si sono fidanzati e intendono sposarsi.
Nel finale anche Luisa riesce, grazie a questa circostanza fortuita, a sposare il suo ragioniere.

## Altri tecnici
- Arredatore: Elso Valentini